# Wetzlarer Allgemeiner Landsmannschaften-Senioren-Convent
Der Wetzlarer Allgemeine Landsmannschaften-Senioren-Convent (Wetzlarer ALSC) war der älteste Korporationsverband von pflichtschlagenden und farbentragenden Landsmannschaften. Sein Wirken bezieht sich auf die Technischen Hochschulen in der Zeit von 1867 bis 1875 und wird als ein Vorgängerverband des Coburger Convents der Landsmannschaften und Turnerschaften angesehen.

## Vorgeschichte
Der erste Versuch, einen landsmannschaftlichen Verband an Technischen Hochschulen zu gründen, ging von der Landsmannschaft Slesvico-Holsatia Hannover aus. Durch den örtlichen LSC war sie einerseits seit März 1861 mit der Landsmannschaft Obotritia Hannover verbunden, zum anderen stand sie mit der Landsmannschaft Teutonia Zürich in engem Kontakt, die von Studierenden aus Hannover (darunter auch einigen Holsaten) gegründet worden war. Im Sommer 1861 wurde an sechs Landsmannschaften entsprechende Aufforderungen verschickt, es kam jedoch nicht zu einer Einigung. 
Ein weiterer Versuch wurde im Dezember 1863 unternommen. Dieses Mal legte man einen Satzungsentwurf zur Gründung eines Allgemeinen Verbandes von Landsmannschaften an polytechnischen Schulen vor. Der Vorschlag wurde von Obotritia, Teutonia, der Landsmannschaft Baltica Zürich (neugegründet, im Kartell mit Obotritia) sowie der Landsmannschaft Baltica Karlsruhe und Landsmannschaft Germania München angenommen. Da man jedoch im LSC Hannover Bedenken gegen Germania hatten, die bis 22. März 1865 als Burschenschaft bestand und in Zürich die schlagenden Verbindungen Schwierigkeiten mit den akademischen Behörden hatten, wurden die Verhandlungen in Biebrich im Mai 1865 abgebrochen.

## Entstehung
Bei den vorgenannten Landsmannschaften traten nun einige Veränderungen ein. Die beiden Zürcher Landsmannschaften hatten 1865 suspendieren müssen, Teutonia tat sich als Frisia in Karlsruhe wieder auf und die meisten Aktiven der Baltica setzten ihr Studium ebenfalls in Karlsruhe bei der dortigen Baltica fort. Im Frühjahr schlossen sich Baltica und Frisia zum örtlichen Landsmannschaften-Senioren-Convent (LSC) zusammen während der Hannoveraner LSC mit Obotritia und Slesvico-Holsatia bestehen blieb. Die Germania nannte sich zwar weiterhin Landsmannschaft, zog sich jedoch allmählich zurück und wurde schließlich Ende 1867 Corps. Als weitere polytechnisch-landsmannschaftliche Zusammenschlüsse gab es in diesem Jahr nur die Landsmannschaft Helvetia Karlsruhe sowie die landsmannschaftlichen Vereine, die sich in Berlin bildeten.
Ein weiterer Anstoß zum Zusammenschluss wurde am 29. Mai 1867 durch ein Schreiben des Karlsruher LSC an die hannoveranischen Landsmannschaften mit einem Treffen im halbwegs in der Mitte gelegenen Wetzlar vorgeschlagen. Am 28. Juni 1867 wurde der Allgemeine Landsmannschaften-Senioren-Convent (ALSC) gegründet. Die Satzung bekam ihre endgültige Fassung und machte deutlich, dass der ALSC auf landsmannschaftlicher Basis stand und sich zur unbedingten Satisfaktion bekannte. Erste Präsidierende war die Slesvico-Holsatia.
Nach einem Antrag des Karlsruher LSC wurde 1870 über eine einstweilige Suspension des ALSC zur Revision und Ergänzung der Statuten positiv entschieden, nachdem es zu Streitigkeiten kam. Im Folgenden brach der Deutsch-Französische Krieg aus und alle Aktivitates bis auf die Baltica suspendierten. Eine Rekonstitution des nun Wetzlarer ALSC genannten Verbandes erfolgte am 29./30. März 1872 auf Initiative (von 1871) des Karlsruher LSC und der Obotritia Hannover.
| Mitglied          | Stadt     | Eintritt          | Austritt                                     | Verbindungsart heute |
| ----------------- | --------- | ----------------- | -------------------------------------------- | -------------------- |
| Frisia            | Karlsruhe | 28. Juni 1867     |                                              | Corps                |
| Baltica           | Karlsruhe | 28. Juni 1867     |                                              | Corps                |
| Obotritia         | Hannover  | 28. Juni 1867     | WS 1873/74                                   | Corps                |
| Slesvico-Holsatia | Hannover  | 28. Juni 1867     | SS 1869 (Nach Streit ausgetreten)            | Corps                |
| Alemannia         | Hannover  | 29./30. März 1872 | Verweigerung endgültiger Aufnahme WS 1873/84 | Corps                |
| Saxonia           | Stuttgart | 29./30. März 1872 |                                              | Landsmannschaft      |
| Teutonia          | Aachen    | 29./30. März 1872 | kurzzeitige Suspension                       | Corps                |
| Ghibellinia       | Stuttgart | Mai 1873          | November 1874 (Kartell mit Obotritia)        | Burschenschaft       |
| Normannia         | Aachen    | Mai 1873          | WS 1873/74                                   | Landsmannschaft      |

## Auflösung
Dem wirtschaftlichen Aufschwung der Gründerzeit folgten die Jahre der Wirtschaftskrise und die Zahl der Studenten an Technischen Hochschulen war stark rückläufig. Im WS 1873/74 wurde die Normannia aus der Renonce nicht endgültig aufgenommen und musste ausscheiden. Die Alemannia erklärte ihren Austritt und machte als Corps wieder auf. Die nunmehr in Hannover alleinstehende Obotritia versuchte abermals die freien Landsmannschaften in Hannover, Guestphalia und Ostfalia, per Ultimatum eine Aufnahme ohne Probezeit (Renonce) in den Wetzlarer ALSC zu erzwingen. Als dies scheiterte, schied sie selbst aus und bildete in Hannover fortan einen LSC außerhalb des Verbandes aus, dem sich im Januar 1875 noch Vandalia als vierte polytechnische Landsmannschaft vor Ort anschloss. In Stuttgart entzweiten sich die beiden Landsmannschaften über finanzielle Fragen im LSC. Weitere Zwistigkeiten folgten und im November erklärte Ghibellinia ihren Austritt aufgrund des Ausscheidens ihres Kartellbundes Obotritia. Nachdem nun Teutonia Aachen vorübergehend aus Nachwuchsmangel suspendieren mussten, bestand der Wetzlarer ALSC Ende 1874 nur noch aus drei Landsmannschaften.  
Schließlich stellte die Saxonia am 1. Februar 1875 folgenden Antrag:

„Da der jetzige ALSC überhaupt keine richtige Bedeutung mehr hat, so schlägt der BC der Landsmannschaft Saxonia vor, denselben aufzulösen, und wenn es von den jetzigen ALSC Landsmannschaften gewünscht wird, ein anderes Verhältnis zwischen ihnen herzustellen.“

Nach gescheiterter Aussprache zeigte am 2. Juni 1875 Saxonia dem Karlsruher LSC seinen Austritt aus dem Wetzlarer ALSC an. Der Verband war damit de facto aufgelöst worden.
Obotritia entschloss sich kurz nach ihrem Ausscheiden am 13. Februar 1875 an die nicht dem sterbenden Verband angehörenden polytechnischen Landsmannschaften über die Gründung eines neuen Verbandes zu verhandeln, es sollte aber fünfzehn Jahre dauern, bis ein neuer Verband, der Auerbacher Landsmannschafts-Senioren-Convent gegründet werden sollte.